# Динамо (платформа)
Дина́мо — ликвидированный остановочный пункт / пассажирская платформа Ярославского направления МЖД (железнодорожная ветка Мытищи — Пирогово) в бывшем Мытищинском районе Московской области.

## История
Построена в 30-е годы XX века на железнодорожной ветке Мытищи — Пирогово. Названа по располагающемуся рядом стрельбищу «Динамо». Одна платформа, боковая. Касса располагалась на этой же платформе. Лестницы со станции вели на проезд около Угольной улицы.
Платформа была закрыта в 1997 году вместе со всей веткой, а в начале 2000-х годов — снесена.